# Annie Damer
Annie Damer (Guelph, 30 de noviembre de 1858-Nueva York, 9 de agosto de 1915) fue una enfermera canadiense que desarrolló su actividad profesional en Estados Unidos, presidenta en dos ocasiones de la Asociación de Enfermeras de Estados Unidos.

## Biografía
Nació en Guelph (Ontario) el 30 de noviembre de 1858 y pasó sus primeros años en Stratford y Manitoba. Se graduó en enfermería en el hospital Bellevue de Nueva York en 1885. Durante ocho años se dedicó a cuidar de una niña a petición de su madre moribunda y después trabajó durante un tiempo en una asociación de caridad en Buffalo. Regresó a Nueva York para prestar atención social a pacientes tuberculosos en Bellevue. Su último puesto, antes de que un accidente en el que salió despedida de un carruaje la dejara inválida en 1910, fue en una granja para niños en Yorktown Heights (Nueva York). El 9 de agosto de 1915 falleció en la ciudad de Nueva York y sus restos fueron trasladados a Toronto, donde vivía una de sus hermanas. Además de desempeñar los cargos de presidenta de la Asociación de Enfermeras de Nueva York y de las Antiguas Alumnas de Enfermería de Bellevue, fue presidenta de la Asociación de Enfermeras de Estados Unidos (ANA) entre 1901-1902 y 1905-1909. Desde 1998 forma parte del salón de la fama de la ANA.